# جرسية
جرسية أو نبات جرس عيد الميلاد (الاسم العلمي Blandfordia)، جنس نباتات مزهرة من الهليونيات وفصيلة الجرسيات. وموطنه الأصلي شرق أستراليا.